# كركي سيبيري
الكركي السيبيري (Leucogeranus leucogeranus)، المعروف أيضا باسم الكركي السيبيري الأبيض أو كركي الثلج، هو طائر من عائلة الكركيات. يتميز الكركي السيبيري بين الكركيات بأن الطيور البالغة بيضاء كالثلج باستثناء الريش الأسود الذي يظهر في طيرانه. وتظهر الطيور في منطقتي تزاوج في تندرا القطب الشمالي عند غرب وشرق روسيا. وتهاجر الطيور الشرقية خلال فصل الشتاء إلى الصين، بينما تهاجر الغربية إلي إيران، وكانت تهاجر سابقا إلى الهند ونيبال. وهي صاحبة أطول مسافة هجرات بين فصيلة الكركيات. وقد انخفض تعدادها بشكل كبير في القرن العشرين، خاصة في المناطق الغربية، بسبب الصيد على طول طرق هجرتها وتدهور بيئة مواطنها. ويقدر تعدادها في عام 2010 بحوالي 3200 طائر، معظمها تنتمي إلى المنطقة الشرقية، وتعيش نحو 95 بالمائة منها في حوض بحيرة بويانغ في الصين، ويمكن أن يتغير موطنها بسبب سد الممرات الثلاثة. ويوجد في غرب سيبيريا هناك حوالي عشرة فقط من هذه الكركيات في البرية.

## التصنيف والنظاميات

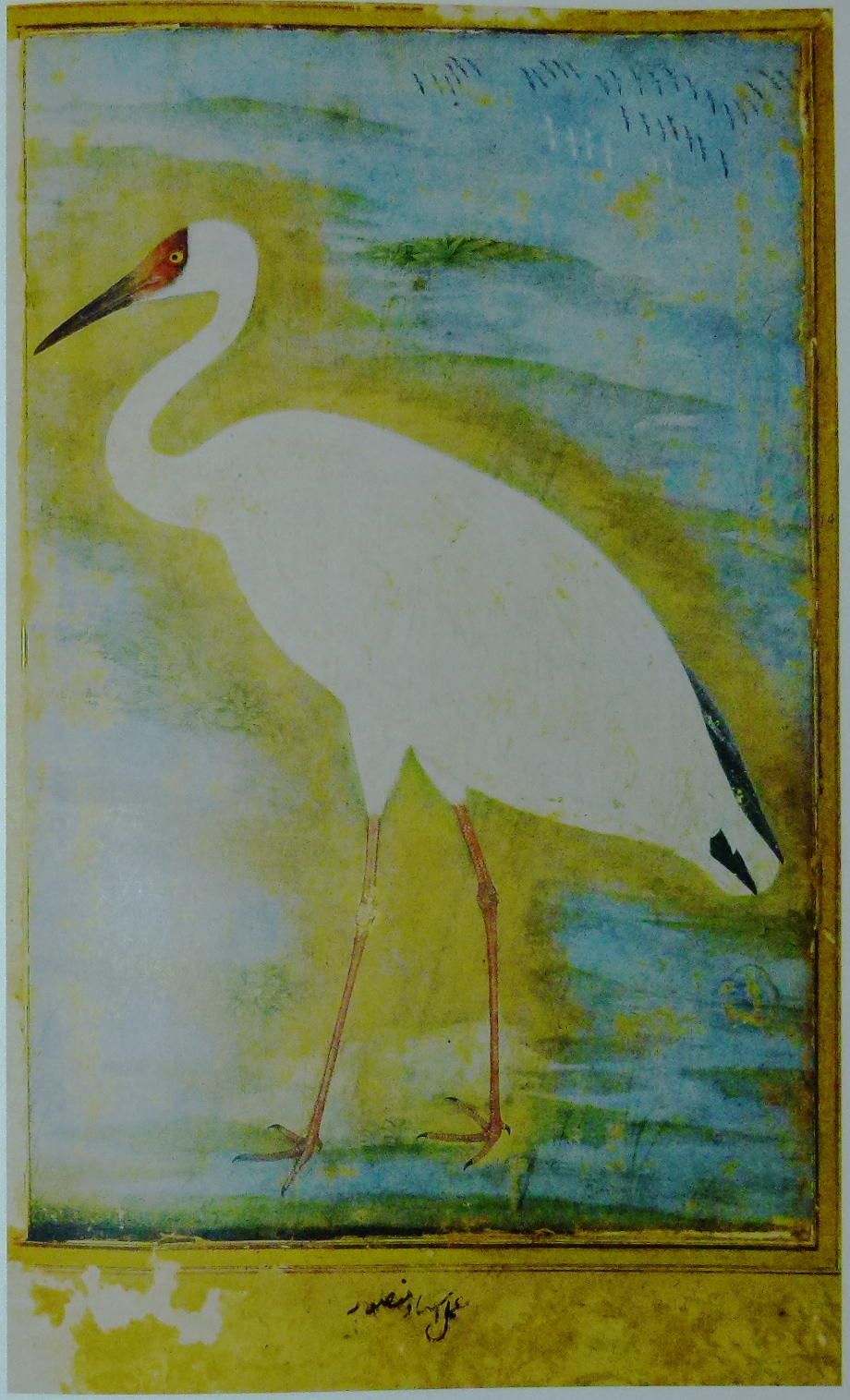
صورة من العصر المغولي في الهند لكركي سيبيريي بريشة أستاذ منصور (حوالي 1625).

تم وصف الكركي السيبيري رسميا من قبل بيتر سيمون بالاس في 1773 وأعطاه اسم علميا هوGrus leucogeranus. واشتق الاسم من الكلمات اليونانية الكلاسيكية ليوكوس «الأبيض» وجيرانوس «الكركي». رسم أستاذ منصور، وهو فنان في البلاط في القرن السابع عشر، الكركي السيبيري قبل نحو مائة عام من ذلك. تم استخدام اسم جنس ميغالورنيس لوصف الكركيات من قبل جورج غراي وتم تضمين هذا النوع فيه، في حين اقترح ريتشارد بودلر شارب فصله عن فصيلة غروس واستخدام جنس ساركوجيرانوس. يفتقر الكركي السيبيري للفائف القصبة الهوائية المعقدة الموجودة في معظم الكركيات الأخرى ولكنه يشترك في هذه الميزة مع الكركي واتلد. يختلف نداء الطائر عن معظم الكركيات واقترح بعض المؤلفين أن الكركي السيبيري ينتمي إلى جنس بوجيرانوس مع كركي واتلد. أما مقارنات تسلسل الحمض النووي للسيتوكروم ب تشير إلى أن الكركي السيبيري هو وسطي بين جنس غرويناي وأن كركي واتلد هو النوع الوحيد في جنس بوجيرانوس الذي وضع كجنس أخ لكركيات أنثروبويدس.
ووجدت دراسة جينية جزيئية نشرت في عام 2010 أن جنس غروس، كما عرف آنذاك، كان متعدد العرق. وعندما أعيد ترتيب الأجناس، تم نقل الكركي السيبيري إلى جنس ليوكوجيرانوس المعاد. تم إدخال جنس ليوكوجيرانوس أول مرة من قبل عالم الأحياء الفرنسي شارل لوسيان بونابرت في عام 1855.

## الوصف
تتسم الطيور البالغة من الجنسين بريش أبيض نقي باستثناء ريشات الجناح الأمامية السوداء، والريشة الوسطى والريشات الأولية. أما التاج والوجه وجانب الرأس هو أحمر اللون، المنقار داكن والساقان ورديتان. القزحية صفراء. يكون ريش الصغار بارزا على الوجه ولونه بني داكن. لا يوجد ريش ثالثي ممدود كما هو الحال في بعض أنواع الكركيات الأخرى. خلال موسم التكاثر، تظهر كل من الذكور والإناث وريشها ملوث بالطين، حيث تمرغ مناقيرها في الطين وتمسح بها ريشها. يختلف صوتها عن صوت البوق المعروف في معظم الكركيات ويشبه صوت صفير الإوز. وعادة ما تزن 4.9-8.6 كجم (11-19 رطل) ويبغ طولها وقوفا حوالي 140 سم (55 بوصة) طويل القامة. ويبلغ امتداد جناحيها 210-230 سم (83-91 بوصة) ويبلغ طولها 115-127 سم (45-50 في). الذكور في المتوسط أكبر من الإناث. هناك رقم قياسي عن ذكر كبير من هذا النوع وزنه 15 كجم (33 رطل).

## التوزيع والمسكن
امتدت منطقة تكاثر الكركي السيبيري سابقا بين جبال الأورال ونهر أوب إلى أنهار إشيم وتوبول جنوبا وإلى منطقة كوليما شرقا. وانخفض تعدادها نتيجة للتغيرات في استخدام الأراضي، واستنزاف الأراضي الرطبة من أجل التوسع الزراعي، والصيد على طرق الهجرة. وتقتصر مناطق التكاثر في العصر الحديث على منطقتين منفصلتين متباعدتين. المنطقة الغربية في أحواض أنهار أوب وكوندا وسوسفا وإلى الشرق بتعداد أكبر في ياقوتيا بين أنهار يانا وألازيا. ومثل معظم الكركيات، فإن الكركي السيبيري يسكن المستنقعات الضحلة والأراضي الرطبة، وغالبا ما تتغذى في مياه أعمق من الكركيات الأخرى. وتظهر تملكا كبيرا للمواقع التي تقضي فيها الشتاء، وتستفيد من نفس المواقع عاما بعد عام. يقضي التعداد الغربي الشتاء في إيران وكانت تقضي الشتاء سابقا في الهند جنوبا إلى ناجبور وشرقا إلى بيهار. أما التعداد الشرقي فيقضي الشتاء أساسا في منطقة بحيرة بويانغ في الصين.